# Heremon infixum
Heremon infixum är en insektsart som först beskrevs av Walker 1858.  Heremon infixum ingår i släktet Heremon och familjen sköldstritar. Inga underarter finns listade i Catalogue of Life.